# Five (album, Tony Banks)
Five je šesté sólové studiové album anglického hudebníka Tonyho Bankse. Vydáno bylo 2. února roku 2018 společností BMG Records. Produkoval jej Banksův dlouholetý spolupracovník Nick Davis. Album bylo zčásti nahráváno v Londýně a v Praze. Stejně jako v případě předchozího alba Six, na němž jej doprovázeli Filharmonici města Prahy, i zde využil služeb českého orchestru, tentokrát Českého národního symfonického orchestru, který dirigoval Nick Ingman.

## Seznam skladeb
| Pořadí | Název                      | Délka |
| ------ | -------------------------- | ----- |
| 1.     | Prelude to a Million Years | 15:34 |
| 2.     | Reveille                   | 8:58  |
| 3.     | Ebb and Flow               | 12:49 |
| 4.     | Autumn Sonata              | 10:16 |
| 5.     | Renaissance                | 10:14 |